# Psylliodes dulcamarae
Psylliodes dulcamarae é uma espécie de insetos coleópteros polífagos pertencente à família Chrysomelidae.
A autoridade científica da espécie é Koch, tendo sido descrita no ano de 1803.
Trata-se de uma espécie presente no território português.